# Denisiphantes denisi
Denisiphantes denisi (Schenkel, 1963) è un ragno appartenente alla famiglia Linyphiidae.
È l'unica specie nota del genere Denisiphantes.

## Distribuzione
La specie è stata rinvenuta in Cina.

## Tassonomia
Per la determinazione delle caratteristiche della specie tipo sono tenute in considerazione le analisi sugli esemplari di Lepthyphantes denisi Schenkel, 1963.
Dal 2006 non sono stati esaminati altri esemplari, né sono state descritte sottospecie al 2012.